# Speech Application Programming Interface
Speech Application Programming Interface neboli SAPI je API od společnosti Microsoft, které umožňuje použití rozpoznání a syntézu řeči pro aplikace Windows. Několik verzí SAPI byly použity jako součást jazyka SDK, nebo přímo jako část pro operační systém Windows. Mezi aplikace, které používají SAPI, patří Microsoft Office, Microsoft Agent a Microsoft Speech Server.
V podstatě všechny verze API umožňují vývojářům napsat aplikaci pro syntézu a rozpoznání řeči užitím standardní sady rozhraní, dostupného z různých druhů programovacích jazyků. Vývojáři mohou vytvořit své vlastní nástroje nebo upravit současné nástroje, které spolupracují se SAPI. Obecně se dá říct, že pokud tyto nástroje vyhovují danému rozhraní, mohou být užity místo nástrojů dodávaných společností Microsoft.
V Microsoft SAPI existují 2 základní skupiny. SAPI verze 1-4 jsou si velmi podobné, jen s několika málo vylepšeními. Avšak SAPI verze 5, vydaná v roce 2000, představuje úplně nové rozhraní.
SAPI je v podstatě volně šiřitelná součást a může být nahrávána s jakoukoli aplikací běžící pod Windows, která vyžaduje užití řečové technologie.